# Feinwerkbau
Feinwerkbau, vaak afgekort als FWB, is een Duits fabrikant van vuurwapens (inclusief luchtgeweren).
Het bedrijf biedt drie kenmerkende productlijnen: luchtpistolen en geweren, klein kaliber .177- en .22 lr-geweren en competitiepistolen en ook twee voorlader-buskruitgeweren, geladen met .36- en .44-munitie. Het bedrijf biedt ook verschillende accessoires.

## Geschiedenis

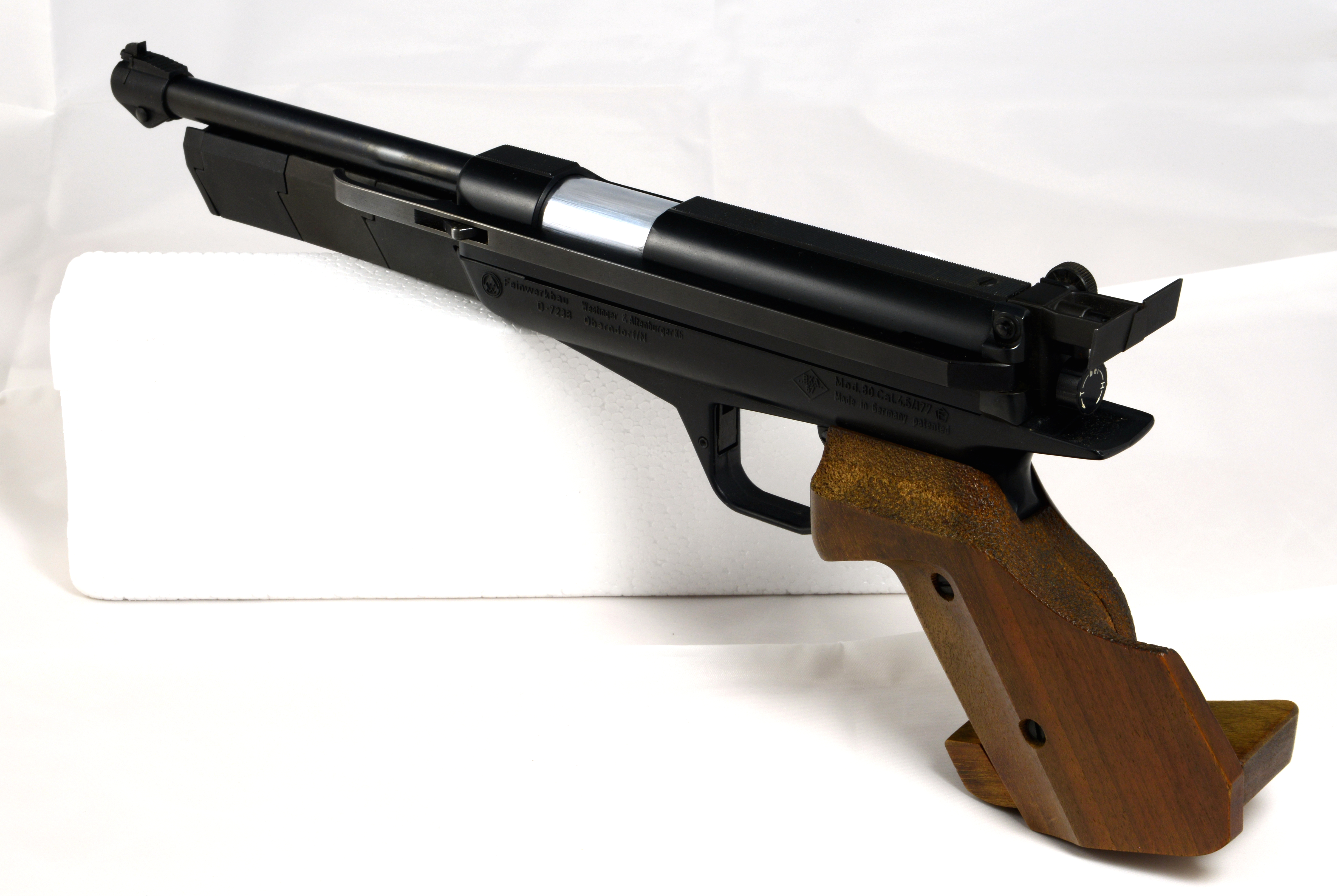
De Feinwerkbau Mod 80

Het bedrijf werd opgericht in 1949 door Karl Westinger en Ernst Altenburger, beiden voormalig werknemers van Mauser, waar Westinger verantwoordelijk was voor een belangrijke verbetering in het ontwerp van de Mauser C96. In 1951 werd het bedrijf ingeschreven bij het handelsregister.